# Glikolipidek

Glikolipid

A glikolipidek olyan lipidek, melyekhez szénhidrát kapcsolódik glikozidos kötéssel. Feladatuk a sejtmembrán stabilitásának megőrzése, illetve a sejtek közötti kommunikáció megkönnyítése, ami fontos az immunválaszhoz és a sejtek szövetekké válását lehetővé tevő kapcsolatokhoz. A glikolipidek megtalálhatók az eukarióta sejtek membránjainak felszínén, ahol a foszfolipid kettős rétegből a sejt környezetébe nyúlnak.

## Szerkezetük
A glikolipidek fontos jellemzője a lipid molekularészhez kapcsolt monoszacharid vagy oligoszacharid jelenléte. A sejtmembránokban egyaránt előfordulnak a glicerolipidek és a szfingolipidek, amelyeknek rendre glicerin- vagy szfingozinváza van. A zsírsavak ehhez a vázhoz kapcsolódnak, így a lipidnek poláris feje és apoláris farokrésze van. A sejtmembrán lipid kettős rétegét két olyan réteg alkotja, amelyek sejten belüli és sejten kívüli felszíne poláris fejcsoportokból áll, a két réteg közötti belső rész pedig apoláris zsírsavfarkakból.
A sejten kívüli poláris fejcsoporthoz kapcsolódó szacharidok a glikolipidek ligandum komponensei, s ugyanúgy polárisak, ami lehetővé teszi, hogy a sejtet körülvevő vizes környezetben oldódjanak. A lipid és a szacharid glikokonjugátumot alkotnak glikozidos kötéssel, ami a kovalens kötés egyik típusa. A cukrok anomer szénatomja egy lipidvázon lévő szabad hidroxilcsoporthoz kapcsolódik. E szacharidok struktúrája a hozzá kapcsolódó molekulák szerkezetétől függ.

## Anyagcsere

### Glikoziltranszferázok
A glikoziltranszferázok a szacharidot a lipidmolekulához kapcsolják, és szerepet játszanak a megfelelő oligoszacharid lipidhez való kötésében is, hogy a megfelelő receptor aktiválódjék a sejten, ami a sejt felszínén lévő glikolipid jelenlétére válaszol. A glikolipid a Golgi-készüléken jön létre, és egy vezikulum felszínén ágyazódik be, majd a sejtmembránhoz szállítódik. A vezikulum egyesül a sejtmembránnal, a glikolipid pedig a sejt külső felszínére jut.

### Glikozid-hidrolázok
A glikozid-hidrolázok katalizálják a glikozidos kötések felbomlását. A glikán oligoszacharid-struktúrájának változtatására használatosak, miután az a lipidre került. El is tudnak távolítani glikánokat a glikolipidekről, hogy visszaváltoztassák lipidekké.

### Anyagcserezavarok
A szfingolipidózisok olyan betegségek, amik a nem megfelelően lebomlott szfingolipidek felhalmozódásával vannak összefüggésben, általában egy glikozid-hidroláz enzim meghibásodása miatt. A szfingolipidózisok általában öröklöttek, és hatásaik az érintett enzimtől és a károsodás mértékétől függenek. Egy nevezetes példa a Niemann–Pick-kór, ami fájdalmat és az idegi hálózatok sérülését okozhatja.

## Funkciójuk

### Sejtközi kommunikáció
A glikolipidek fő funkciója a szervezetben, hogy a sejtközi kommunikáció felismerési helyeként szolgáljanak. A glikolipid szacharidja a szomszédos sejt megfelelő komplementer szénhidrátjához vagy egy lektinjéhez (szénhidráthoz kapcsolódó fehérje) kapcsolódik. E sejtfelszíni markerek interakciója a sejtfelismerések alapja, és beindítja a sejtválaszokat, amik a szabályozáshoz, a növekedéshez, és az apoptózishoz járulnak hozzá.

### Immunválasz
A glikolipidek működésére lehet példa a gyulladás esetén lezajló interakció a leukociták és az endotél sejtek között. Az immunválaszt a leukociták és az endotél sejtek felszínén található szelektinek váltják ki a glikolipidek szénhidrát részéhez történő kapcsolódásukkal. Ez a kapcsolódás azt okozza, hogy a leukociták elhagyják a vérkeringést, és a gyulladás helyénél összegyűlnek. Ez a kezdeti kapcsolódási mechanizmus, amit az integrinek kifejeződése követ, amelyek erősebb kötéseket hoznak létre, s lehetővé teszik a leukocitáknak, hogy a gyulladás helyére menjenek. A glikolipidek további immunválaszokért is felelősek, például a vírusok gazdasejt-felismeréséért.

### Vércsoportok
A vércsoportok további példái annak, hogy a sejtmembránon lévő glikolipidek a környezettel kölcsönhatásban vannak. A négy fő emberi vércsoportot (A, B, AB, 0) egy adott glikolipidhez kapcsolódó oligoszacharid határozza meg a vörösvérsejtek felszínén, ami antigénként működik. A módosulatlan antigén – melyet H antigénnek hívnak – a 0-s vércsoportra különösen jellemző, de a többi vércsoport vörös vérsejtjeiben is jelen van. Az A vércsoportban olyan módosulat található, melyben N-acetilgalaktózamin a fő meghatározó struktúra, a B-ben pedig olyan, melyben galaktóz. Az AB mindhárom antigénnnel rendelkezik. A jelen nem lévő antigének antitesttermelést okoznak, amik az idegen glikolipidekhez kapcsolódnak. Ezért kaphat az AB vércsoportú ember bármilyen vércsoportú embertől vért (univerzális kapó), míg a 0-s bármilyen vércsoportúnak adhat (univerzális adó).

A glikolipidek kémiai szerkezete

## Típusai
- Gliceroglikolipidek: a glikolipidek egy alcsoportja, acetilezett vagy acetilezetlen glicerinnel, ahol a lipidkomplex legalább egy zsírsavból áll. A gliceroglikolipideket gyakran hozzák összefüggésbe fotoszintetikus membránokkal és annak funkcióival. Alcsoportjai a kapcsolódó szénhidráton alapulnak.[11]
  - Galaktolipidek: galaktóz kapcsolódik egy glicerin lipidmolekulához. Klorofillmembránokban találhatók, és a fotoszintézissel vannak összefüggésben.[11]
  - Szulfolipidek: kéntartalmú, lipidhez kapcsolódó funkciós csoporttal rendelkeznek a cukor-molekularészben. Egy fontos csoport a szulfokinovozil-diacilglicerineké, ami a növények kénciklusában játszik fontos szerepet.[12]
- Glikoszfingolipidek: a glikolipidek szfingozinalapú alcsoportja. Nagyrészt az idegszövetben találhatók, és a sejtközi kommunikációért felelnek.[13]
  - Cerebrozidok: egy glikoszfingolipid-csoport, ami az idegsejtmembránokban található.[14]
    - Galaktocerebrozidok: olyan cerebrozidok, melyek szacharidcsoportja galaktóz.
    - Glikocerebrozidok: olyan cerebrozidok, melyek szacharidcsoportja glükóz; gyakran találhatók meg más szövetben is.
    - Szulfatidok: a szénhidrátban szulfátcsoportot tartalmazó glikolipidek, ceramid lipidvázzal. Számos biológiai funkcióban vesznek részt az immunválasztól az idegi jeladásig.

  - Gangliozidok: a legbonyolultabb állati glikolipidek. Negatív töltésű oligoszacharidokat tartalmaznak egy vagy több sziálsavmaradékkal. Több mint 200 különböző gangliozidot azonosítottak.[15] Legnagyobb mennyiségben az idegsejtekben találhatók.
  - Globozidok: glikoszfingolipidek egynél több cukorral. Számos funkciójuk van; lebontási zavaruk okozza a Fábry-kórt.
  - Glikofoszfoszfingolipidek: összetett glikofoszfolipidek, melyek gombákban, élesztőben és növényekben találhatók meg. A növényi eredetűeket eredetileg „fitoglikolipideknek” nevezték. Olyan bonyolultak lehetnek, akár az állatokban megtalálható negatívan töltött gangliozidok.
  - Glikofoszfatidilinozitok: glikolipidek alcsoportja, melyben foszfatidilinozit lipid-molekularészlet van, ami szénhidráthoz kapcsolódik. Kapcsolódhatnak egy fehérje C-végéhez, és különböző funkcióik lehetnek, amik a hozzájuk kapcsolódó fehérjékkel állnak összefüggésben.[16]

## Fordítás
Ez a szócikk részben vagy egészben  a   Glycolipid című angol Wikipédia-szócikk fordításán alapul.  Az eredeti cikk szerkesztőit annak laptörténete sorolja fel. Ez a jelzés csupán a megfogalmazás eredetét és a szerzői jogokat jelzi, nem szolgál a cikkben szereplő információk forrásmegjelöléseként.